# Cantó d'Aissa
El cantó d'Aissa és un cantó del departament francès de l'Alta Viena, a la regió de Llemosí. Està inclòs al districte de Limoges i té 10 municipis. El cap cantonal és Aissa.

## Municipis
- Aissa
- Beinac
- Bòsc Mian
- Burnhac
- Jurnhac
- Sent Martin lu Viélh
- Sent Préch d'Aissa
- Sent Iriès d'Aissa
- Cerelhac
- Vernuèlh

## Història
| Data d'elecció                           | Identitat        | Partit                      | Qualitat |
| ---------------------------------------- | ---------------- | --------------------------- | -------- |
| 1967-1973                                | Claude Madoumier | FGDS, després Divers droite |          |
| 1973-1992                                | René Denis       | PS                          |          |
| 1998-                                    | Patrick Servaud  | PS                          |          |
| les dades anteriors no són pas conegudes |                  |                             |          |
|                                          |                  |                             |          |

## Demografia
| 1962   | 1968   | 1975   | 1982   | 1990   | 1999   | 2006   |
| ------ | ------ | ------ | ------ | ------ | ------ | ------ |
| 10.082 | 11.002 | 11.957 | 14.469 | 16.136 | 16.768 | 18.204 |